# Paul Havrez
Paul Havrez (* 19. Juli 1838 in Herstal bei Lüttich; † 1875) war ein belgischer Chemiker.
Havrez besuchte das Athenäum in Lüttich und studierte an der École des Mines, des Arts et Manufactures in Lüttich mit dem Diplom als Bergwerksingenieur 1861. Im selben Jahr wurde er Professor für Physik und Chemie an der École des Mines et des Arts Industriels in Lille. 1862 wechselte er als Chemieprofessor und Direktor an die École Professionelle de Verviers.  Er starb mit nur 37 Jahren an Tuberkulose.
Er befasste sich in erster Linie mit Textilchemie und Textilgewerbe, behielt aber auch ein Interesse an chemischer Grundlagenforschung und besuchte um 1864 August Kekulé in Gent, aber auch andere Chemiker wie Robert Wilhelm Bunsen in Heidelberg.
Er schlug in einer 1865 nur kurze Zeit nach Kekulés Ankündigung der zyklischen Natur des Benzols veröffentlichten Arbeit symmetrische dreidimensionale Modelle des Benzols vor (eines zwei übereinanderliegende Dreiecke, das andere Zylinderform), die auf den damals gängigen „Wurstmodellen“ für Moleküle beruhten. Da er sie in einer technischen Zeitschrift veröffentlichte, fand sie damals und später kaum Aufmerksamkeit, mit Ausnahme von Kekulé selbst, der diese Modelle in seinem Buch Lehrbuch der Organischen Chemie von 1866 erwähnt. In seiner Arbeit verweist Havrez auf Diskussionen mit Kekulé, der ebenfalls in seiner Veröffentlichung „Wurstmodelle“ benutzte, allerdings lineare mit Pfeilen als Andeutung der Zyklizität. Havrez veröffentlichte in seinem Aufsatz auch weitere dreidimensionale Modelle anorganischer und organischer Moleküle.